# Telemach (Słowenia)
Telemach, širokopasovne komunikacije d.o.o. – słoweńskie przedsiębiorstwo telekomunikacyjne z siedzibą w Lublanie. Oferuje usługi telefoniczne, telewizję kablową oraz dostęp do szerokopasmowego internetu.
Stanowi część United Group.